# Pongal
Pongal (tamil: பொங்கல்) er en høstfest, der over fire dage fejres af tamilere og teluguere i de indiske delstat Tamil Nadu og Andhra Pradesh, de tamilsk og telugu-talende områder på Sri Lanka, samt af det tamilske diaspora. Festivalens formål er en hyldest og taksigelse til naturen - navnlig solen, regnen, jorden og kvæget og deres vigtighed for en veloverstået høst..
På den første dag bliver ris kogt i mælk og sukker, som skal koge over. På tamilsk betyder 'pongal' at 'koge over'. Pongal er både navnet på risblandingen, der skal koges over, samt navnet på selve festivalen. Den anden dag er dedikeret til køerne, som er vigtige i landbruget.
Pongal falder den første i dag i den tamilske måned Thai (Magha i hindukalenderen), hvilket svarer til midtjanuar i den gregorianske kalender. Dette tidspunkt af året er sæson for høsten af ris, sukkerrør, gurkemeje og diverse andre afgrøder.